# 한국의 탈

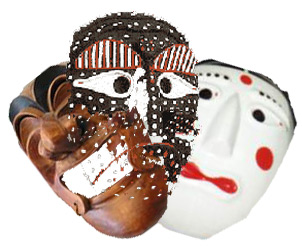
한국의 탈

한국의 탈(영어: Korean mask, tal)은 오랜 전통을 가지고 있고, 여러 용도로 사용된다. 전쟁이 일어났을 때 병사와 말에도 탈을 쓰기도 했다. 의식에서, 매장식의 경우 죽은 탈 속 역사적 모습의 얼굴을 상기시키기 위해, 또 악령을 물리치기 위한 수단으로 이용하였다. 예술의 경우, 특히 춤과 놀이를 위해 사용되었다.
지금까지 전승되고 있는 놀이의 가면 중 하회별신굿놀이 가면은 제작연대를 알 수 없는 오래된 것이고 양주별산대놀이·봉산탈춤·통영오광대·고성오광대·북청사자놀음 등에 쓰이는 가면은 수시로 만들어 사용하여 왔으며, 재료도 오래전에는 나무·종이 등으로 만들었으나 지금 전해지고 있는 것은 대개 바가지로 만든 탈이다.

## 가면을 가리키는 말
가면에 대한 한자 표기로는 면(面)·면구(面具)·가면(假面)·대면(代面)·대면(大面)·가두(假頭)·가수(假首)가 있는데 가두·가수 등은 머리 전체를 가리는 것을 말한다. 가면을 가리키는 한국어로는 광대·초라니·탈·탈박·탈바가지 등이 있으며, 현재는 일반적으로 '탈'이 가면을 나타내는 한국어로 쓰이고 있다.

## 사진

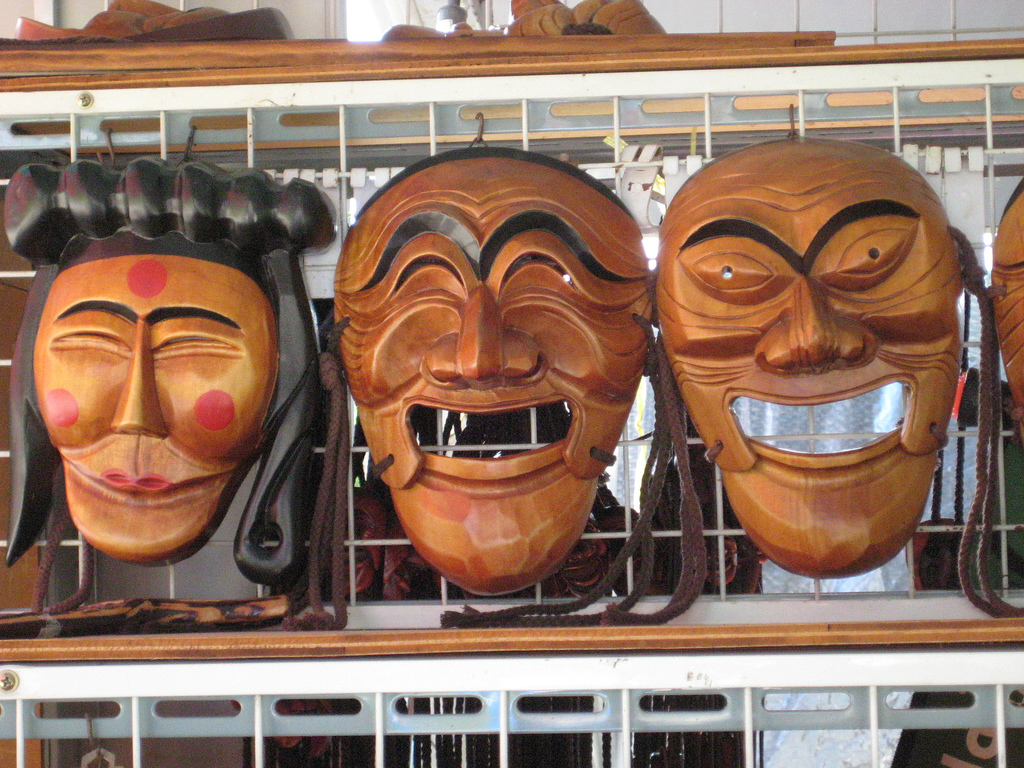
하회탈
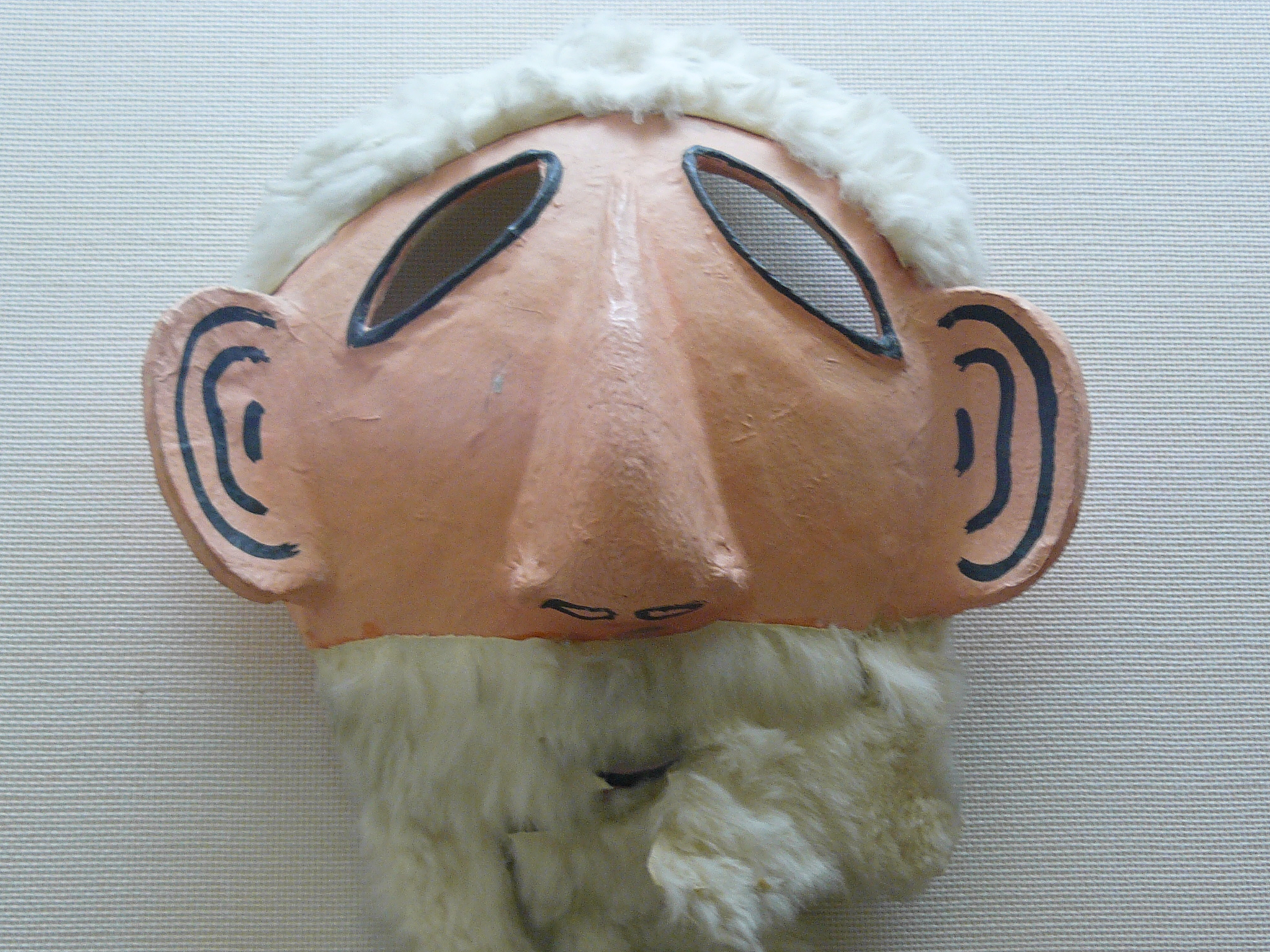
차양반탈
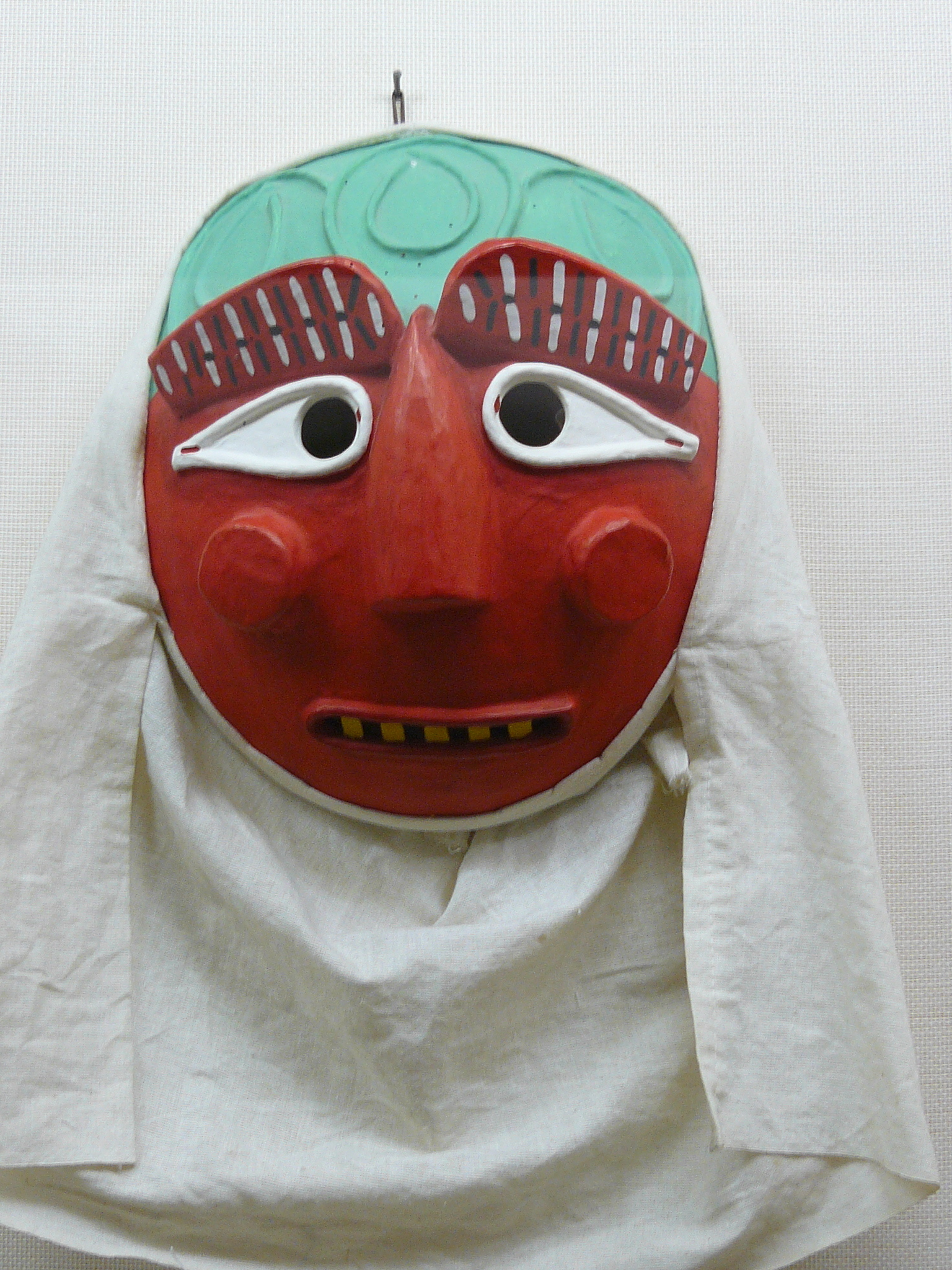
연잎탈
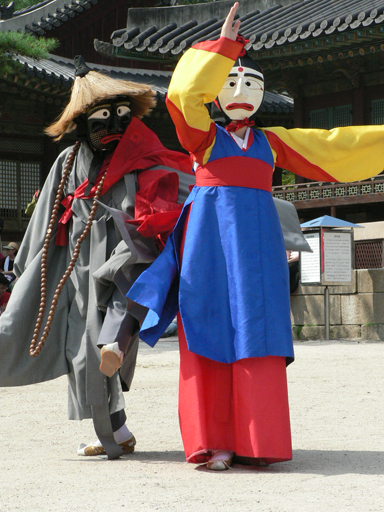
송파 산대놀이

## 같이 보기
- 한국 문화
- 탈춤

## 참조
- 이 문서에는 다음커뮤니케이션(현 카카오)에서 GFDL 또는 CC-SA 라이선스로 배포한 글로벌 세계대백과사전의 내용을 기초로 작성된 글이 포함되어 있습니다.

1. 1 2  《글로벌 세계대백과사전》, 〈한국 가면극의 가면〉